# قسم (وحدة عسكرية)

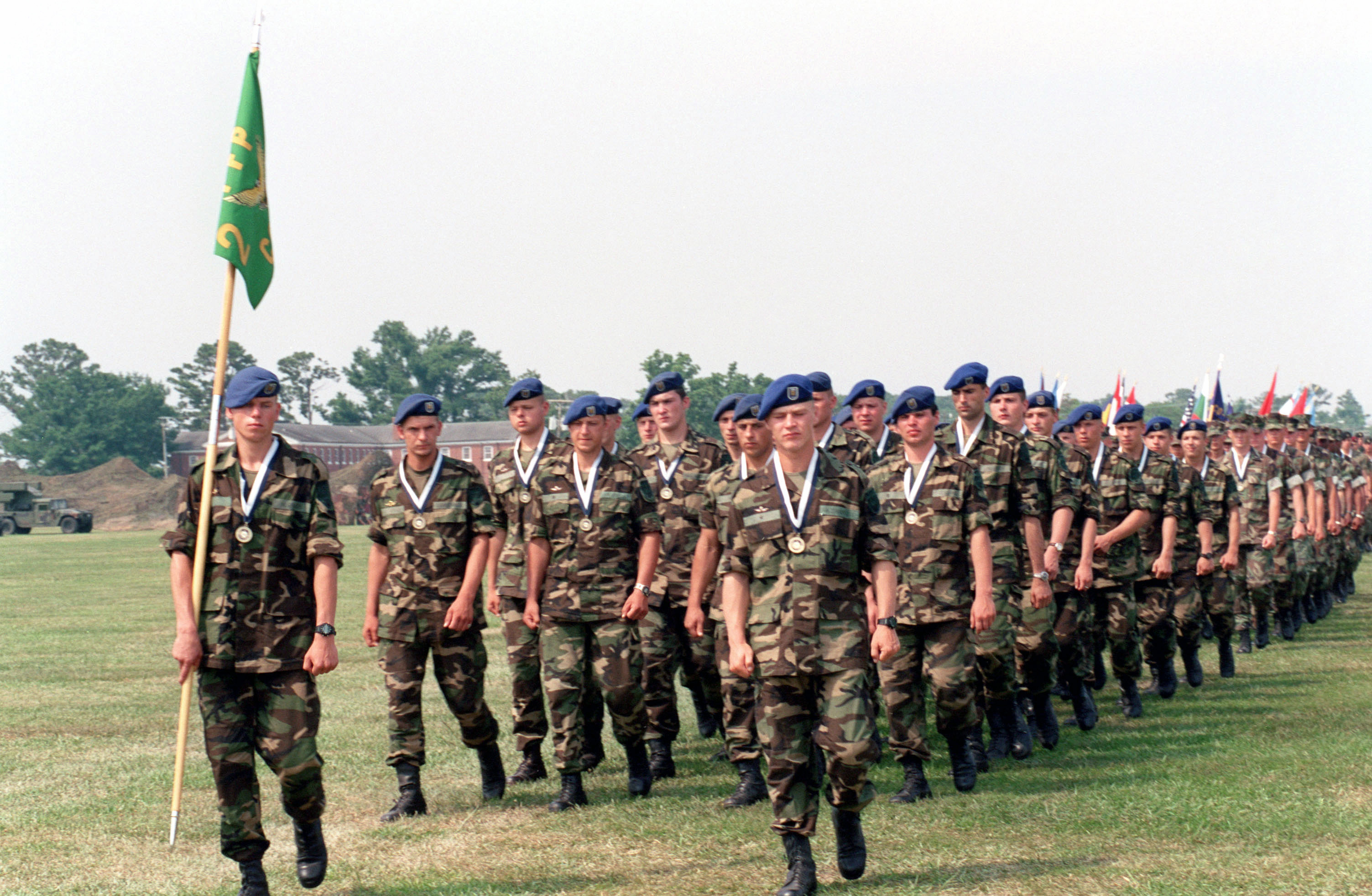

قسم هي وحدة عسكرية صغيرة في بعض الجيوش. في العديد من الجيوش، قد تكون فرقة من 2-3 fireteams (أي 7-12 من الجنود). ومع ذلك، في فرنسا والجيوش على أساس النموذج الفرنسي، هو تقسيم فرعي (أي ما يعادل فصيلة).
| الرقم  | الوحدة                   | وحدة جيش                       | القائد             | تكوين الوحدة                                                    | عدد أفرادها                 |
| ------ | ------------------------ | ------------------------------ | ------------------ | --------------------------------------------------------------- | --------------------------- |
| Ø      | قسم                      | Section                        | جندي أول إلى عريف  | قسم مشاة صغير                                                   | 2 إلى 4                     |
| •      | جماعة أو طاقم            | 2+ fireteams or 1+ cell        | عريف إلى رقيب      | قسم مشاة صغير                                                   | من 8 إلى 12                 |
| ••     | حظيرة                    | SQUAD , CREW , PATROL ,SECTION | رقيب إلى مساعد أول | قسم مشاة صغير                                                   | من 8 إلى 12                 |
| •••    | فصيلة                    | PLATOON , TROOP                | ملازم إلى نقيب     | من 2+ جماعات-حظائر                                              | من 26 إلى 55                |
| I      | سرية                     | COMPANY                        | نقيب إلى رائد      | من 2 إلى 8 فصائل                                                | من 80 إلى 255               |
| II     | كتيبة                    | BATTALION                      | رائد إلى عقيد      | من 2 إلى 6 سرايا                                                | من 300 إلى 1,300            |
| III    | فوج                      | Regiment                       | مقدم إلى عميد      | 2+ كتيبة                                                        | من 1,000 إلى 3,000          |
| X      | اللواء                   | BRIGADE                        | عقيد إلى عميد      | من 3 - 6 كتائب                                                  | من 3,000 إلى 5,000          |
| XX     | فرقة                     | DIVISION                       | عميد أو لواء       | من 2 إلى 4 ألوية                                                | من 10,000 إلى 30,000        |
| XXX    | فيلق                     | CORPS                          | لواء أو فريق       | من 2+ فرق                                                       | من 40,000 إلى 80,000        |
| XXXX   | جيش                      | FIELD ARMY                     | فريق أو فريق أول   | من 2 - 4 فيالق                                                  | من 100,000 إلى 200,000      |
| XXXXX  | مجموعة جيوش ، جبهة حربية | ARMY GROUP , FRONT             | فريق أول أو مشير   | من جيشين أو أكثر وما يلحق بهما من طيران أو بحرية أو قوات صواريخ | من 400,000 إلى 1,000,000    |
| XXXXXX | مسرح حرب ، منطقة عسكرية  | COMMAND                        | فريق أول أو مشير   | من أربع مجموعة جيوش                                             | من 1,000,000 إلى 10,000,000 |